# Liste des pays par émissions de dioxyde de carbone liées à l'énergie
Pour consulter une liste similaire ramenée à la population de chaque pays, voir Liste des pays par émissions de dioxyde de carbone par habitant.
La liste des pays par émissions de dioxyde de carbone liées à l'énergie classe les États du monde selon la quantité de dioxyde de carbone (CO2), exprimée en tonnes, émise chaque année sur leur sol en lien avec le secteur d'activité de l'énergie. Les émissions des autres gaz à effet de serre (GES) ou des autres secteurs ne sont pas incluses dans l'analyse.
Un classement reposant sur les émissions de CO2 liées aux produits consommés dans le pays (empreinte carbone) donne des résultats différents.
L’Organisation  de  coopération  et  de  développement économique (OCDE) calcule les empreintes (CO2 d’origine énergétique uniquement) de nombreux pays. Les niveaux des empreintes sont comparés à ceux des émissions qui se produisent sur le territoire. Les pays (ex. : Chine, Inde, Russie) qui présentent des émissions territoriales supérieures à leur empreinte sont « exportateurs de CO2 », alors que les pays (ex. : États-Unis, Allemagne, France) dont le niveau de l’empreinte est supérieur à celui de leur inventaire territorial « importent du CO2 ». Ces situations traduisent les flux de CO2, à l’échelle de la planète, corrélés au commerce international. Le terme « fuites de carbone » est employé lorsque ces flux de CO2 résultent d’éventuels transferts d’activités économiques émettrices depuis des pays disposant d’une réglementation visant à réduire les émissions de GES vers des pays où les contraintes sont plus faibles.
En 2021, les quatre principaux émetteurs sont, dans l'ordre, la Chine, les États-Unis, l'Union européenne à 27, et l'Inde : ce groupe est responsable de plus de 55 % des émissions totales au cours des années 2010. En 2020, l’ensemble des pays du G20 représente 75 % des émissions mondiales. S'agissant des émissions par habitant, en 2020, les États-Unis sont en tête (14 tonnes équivalent CO2 ou tCO2e par tête), suivis par la Russie (13 tCO2e), la Chine (9,7 tCO2e), le Brésil et l’Indonésie (7,5 tCO2e), puis l'Union européenne à 27 (7,2 tCO2e). Alors que l'Inde est le 3e pays le plus émetteur en valeur absolue, son taux d’émissions de gaz à effet de serre par habitant est l’un des plus faibles (2,4 tCO2e).
Les émissions de dioxyde de carbone contribuant massivement au réchauffement climatique, avec un impact majeur de celui-ci sur l'environnement, les États se sont engagés à les réduire, ainsi que les émissions des autres gaz à effet de serre.

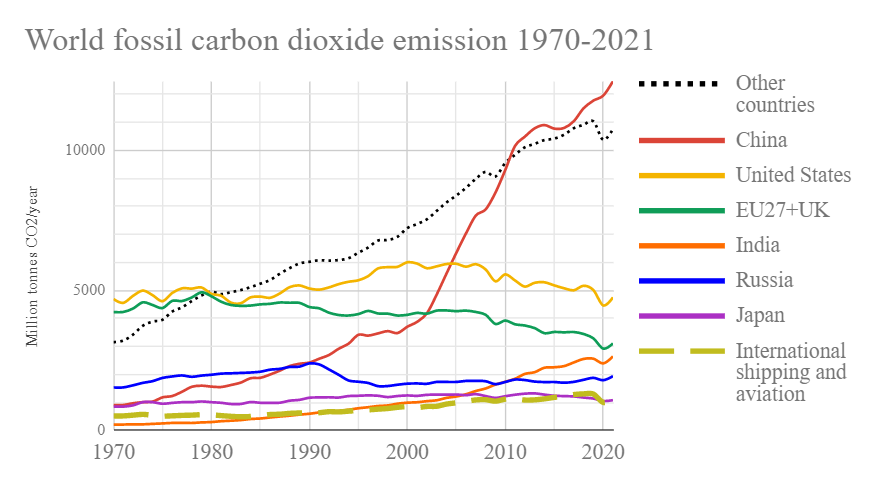
Émissions de dans six pays.

## Classement selon les émissions deCO2liées à l'énergie en 2017

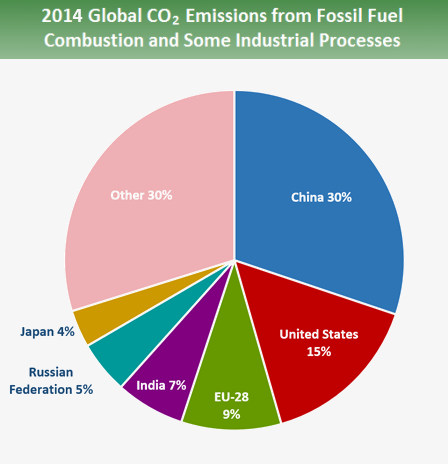
Principaux pays émetteurs de dans le monde en 2014 (émissions liées à l'énergie)

Source : Agence internationale de l'énergie
| Pays            | Émissions de CO2 en milliards de tonnes (Gt/an) | en %   | Émissions de CO2 en tonnes par habitant (t/hab./an) |
| --------------- | ----------------------------------------------- | ------ | --------------------------------------------------- |
| Monde entier    | 32,84                                           | 100 %  | 4,37                                                |
| Chine           | 9,26                                            | 28,2 % | 6,68                                                |
| États-Unis      | 4,76                                            | 14,5 % | 14,61                                               |
| Inde            | 2,16                                            | 6,6 %  | 1,61                                                |
| Russie          | 1,54                                            | 4,7 %  | 10,64                                               |
| Japon           | 1,13                                            | 3,4 %  | 8,94                                                |
| Allemagne       | 0,72                                            | 2,2 %  | 8,70                                                |
| Corée du Sud    | 0,60                                            | 1,8 %  | 11,66                                               |
| Iran            | 0,57                                            | 1,7 %  | 6,99                                                |
| Canada          | 0,55                                            | 1,7 %  | 14,99                                               |
| Arabie saoudite | 0,53                                            | 1,6 %  | 16,16                                               |
| Indonésie       | 0,50                                            | 1,5 %  | 1,88                                                |
| Mexique         | 0,45                                            | 1,4 %  | 3,62                                                |
| Brésil          | 0,43                                            | 1,3 %  | 2,04                                                |
| Afrique du Sud  | 0,42                                            | 1,3 %  | 7,43                                                |
| Australie       | 0,38                                            | 1,2 %  | 15,63                                               |
| Turquie         | 0,38                                            | 1,2 %  | 4,71                                                |
| Royaume-Uni     | 0,36                                            | 1,1 %  | 5,43                                                |
| Italie          | 0,32                                            | 1,0 %  | 5,31                                                |
| France          | 0,31                                            | 0,9 %  | 4,56                                                |
| Pologne         | 0,31                                            | 0,9 %  | 7,96                                                |
| Taïwan          | 0,27                                            | 0,8 %  | 11,38                                               |
| Espagne         | 0,25                                            | 0,8 %  | 5,45                                                |
| Thaïlande       | 0,25                                            | 0,7 %  | 3,54                                                |

## Classement selon les émissions deCO2liées à l'énergie en 2013
Source : EDGAR: Trends in global CO2 emissions: 2014 report, PBL Netherlands Environmental Assessment Agency et Institute for Environment and Sustainability (IES) of the European Commission’s Joint Research Centre (JRC).
En 2013, les émissions de CO2 liées à l'énergie (y compris cimenteries et torchage de gaz, mais hors émissions liées aux usages non-énergétiques de l'agriculture) ont atteint le niveau record de 35,3 milliards de tonnes (Gt) en hausse de 2 % (soit 0,7 Gt) par rapport à l'année précédente.
| Pays                    | Émissions de CO2 en milliards de tonnes (Gt/an) | En %  | Émissions de CO2 en tonnes par habitant (t/hab./an) |
| ----------------------- | ----------------------------------------------- | ----- | --------------------------------------------------- |
| Monde entier            | 35,27                                           | 100 % | -                                                   |
| Chine                   | 10,33                                           | 29 %  | 7,4                                                 |
| États-Unis              | 5,30                                            | 15 %  | 16,6                                                |
| Union européenne        | 3,74                                            | 11 %  | 7,3                                                 |
| Inde                    | 2,07                                            | 6 %   | 1,7                                                 |
| Russie                  | 1,80                                            | 5 %   | 12,6                                                |
| Japon                   | 1,36                                            | 4 %   | 10,7                                                |
| Transport international | 1,07                                            | 3 %   | -                                                   |
| Allemagne               | 0,84                                            | 2 %   | 10,2                                                |
| Corée du Sud            | 0,63                                            | 2 %   | 12,7                                                |
| Canada                  | 0,55                                            | 2 %   | 15,7                                                |
| Indonésie               | 0,51                                            | 1 %   | 2,6                                                 |
| Arabie saoudite         | 0,49                                            | 1 %   | 16,6                                                |
| Brésil                  | 0,48                                            | 1 %   | 2,0                                                 |
| Royaume-Uni             | 0,48                                            | 1 %   | 7,5                                                 |
| Mexique                 | 0,47                                            | 1 %   | 3,9                                                 |
| Iran                    | 0,41                                            | 1 %   | 5,3                                                 |
| Australie               | 0,39                                            | 1 %   | 16,9                                                |
| Italie                  | 0,39                                            | 1 %   | 6,4                                                 |
| France                  | 0,37                                            | 1 %   | 5,7                                                 |
| Afrique du Sud          | 0,33                                            | 1 %   | 6,2                                                 |
| Pologne                 | 0,32                                            | 1 %   | 8,5                                                 |

Note : Ce tableau corrige l'inversion présente dans le document original entre les valeurs d'émissions par habitant de l'Arabie saoudite et du Brésil.

## Classement selon les émissions deCO2liées à l'énergie en 2007
Source : [PDF] (en) « CO2 Emissions from fuel combustion », Agence internationale de l’énergie, 2009 (consulté le 26 novembre 2009)
| Nom du pays     | Total en millions de tonnes de CO2 | Part mondiale en % | Tonnes de CO2 par habitant | Évolution moyenne (1990-2007) |
| --------------- | ---------------------------------- | ------------------ | -------------------------- | ----------------------------- |
| Chine           | 6 071                              | 20,9               | 4,5                        | +170,6                        |
| États-Unis      | 5 769                              | 19,9               | 19,1                       | +18,6                         |
| Russie          | 1 587                              | 5,4                | 11,2                       | -27,2                         |
| Inde            | 1 324                              | 4,5                | 1,1                        | +124,7                        |
| Japon           | 1 236                              | 4,2                | 9,6                        | +16,1                         |
| Allemagne       | 798,4                              | 2,7                | 9,7                        | -16                           |
| Canada          | 572,9                              | 1,9                | 17,3                       | +32,5                         |
| Royaume-Uni     | 523                                | 1,8                | 8,6                        | -5,4                          |
| Corée du Sud    | 488                                | 1,6                | 10                         | +113,1                        |
| Iran            | 466                                | 1,6                | 6,5                        | +165,8                        |
| Mexique         | 438                                | 1,5                | 4,1                        | +49,5                         |
| Italie          | 437                                | 1,5                | 7,3                        | +10                           |
| Australie       | 396                                | 1,3                | 18,7                       | +52,5                         |
| Indonésie       | 377                                | 1,3                | 1,6                        | +169                          |
| France          | 369                                | 1,2                | 5,8                        | +4,9                          |
| Arabie saoudite | 358                                | 1,2                | 14,7                       | +121,7                        |
| Brésil          | 347                                | 1,1                | 1,1                        | +79,8                         |
| Afrique du Sud  | 345                                | 1,1                | 7,2                        | +35,8                         |
| Espagne         | 344                                | 1,1                | 7,6                        | +67,5                         |
| Ukraine         | 314                                | 1                  | 6,7                        | -54,4                         |

- Emission de CO2

Emission de
Par habitant dans quelques pays de 1990 à 2006.
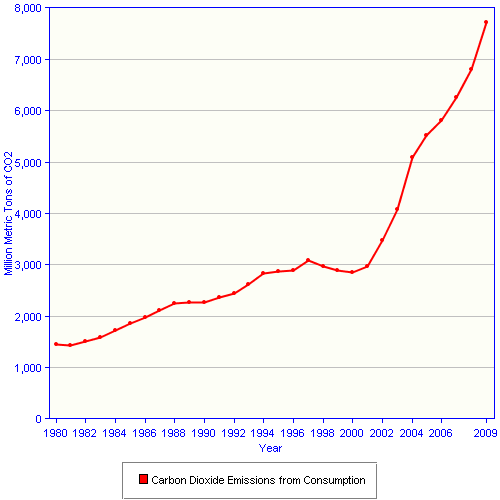
En Chine en millions de tonnes de 1980 à 2009.
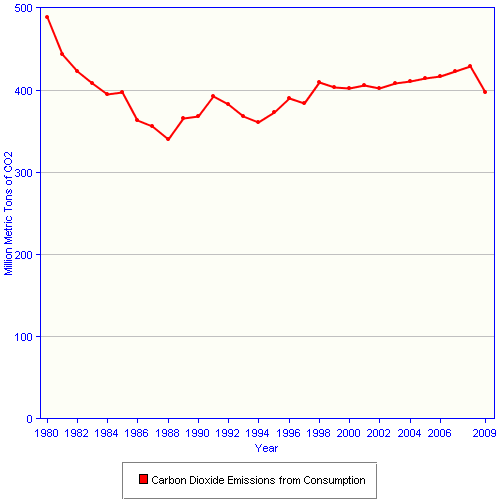
En France en millions de tonnes de 1980 à 2009.

## Classement selon les émissions deCO2liées à l'énergie en 2002

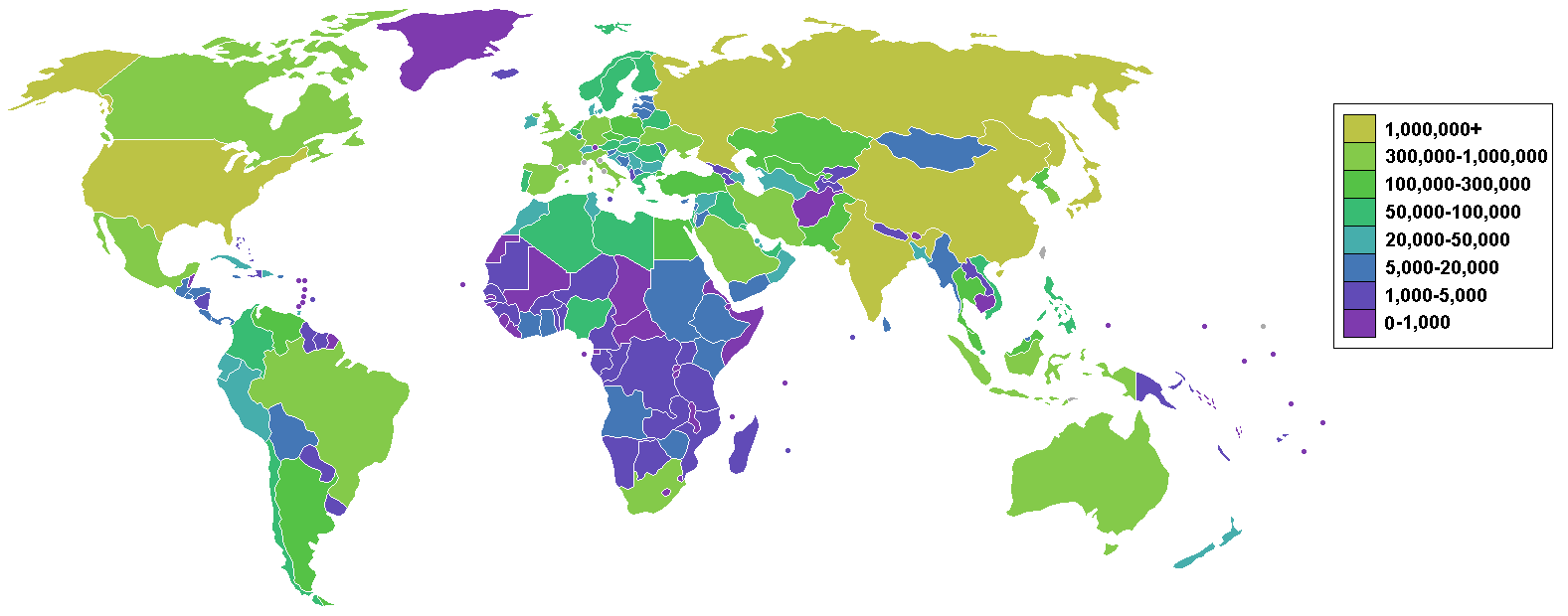
Carte mondiale d'émissions de par pays

Émissions de pour les 15 pays principaux en 2006

Toutes les données proviennent de la division statistique des Nations unies, et ont été établies pour l'année 2002 ; elles sont également disponibles année par année de 1990 à 2011.
Les dépendances et les territoires dont l'indépendance n'est généralement pas reconnue sont indiqués en italique, sous le pays auquel ils sont généralement rattachés (cet article ne prend cependant pas position sur un quelconque statut de ces territoires).
Certaines entités sont également mentionnées à titre de comparaison. Elles sont également indiquées en italique et ne sont pas prises en compte dans le classement des pays.
Le pays le plus émissif libérait 47,39 tonnes de CO2 par habitant par an en 2002, soit 3 645 fois plus que le pays le moins émissif avec 0,013 tonne de CO2 par habitant par an en 2002.
23,8 % de la population mondiale émet plus que la moyenne mondiale qui est de 3,9 tonnes de CO2 par habitant par an. 52,6 % de la population mondiale émet plus que ce que la terre peut absorber (11 Gt, soit 1,7 tonne par habitant par an). Les 27 pays (13,5 % de la population mondiale) les plus émetteurs de CO2 représentent 50 % des émissions totales de CO2.
| Rang | Pays | Émissions de CO2 en milliers de tonnes          | Part des émissions totales | Remarques |
| ---- | --- | ----------------------------------------------- | -------------------------- | --- |
| *    | Monde entier | 24 126 416                                      | 100 %                      | 3,9 tonnes de CO2 émis par habitant en 2002 (même valeur en 1971). |
| 1    | États-Unis • Porto Rico • Îles Vierges américaines • Guam • Samoa américaines Total                                               | 5 844 042 13 598 10 256 4 096 286 5 872 278     | 24,3 %                     | 19,5 tonnes de CO2 émis par habitant en 2002. Depuis 2006, la Chine a dépassé les États-Unis pour les émissions de gaz à effet de serre. Les émissions de dioxyde de carbone de la Chine sont de 1,8 milliard de tonnes par année, contre 1,59 milliard de tonnes pour les États-Unis, 432 millions de tonnes pour la Russie et 430 millions de tonnes pour l’Inde. |
| *    | Union européenne | 3 682 755                                       | 15,3 %                     | 3 926 400 en 2007 : l'Union européenne est le troisième émetteur de CO2 du monde derrière la Chine et les États-Unis. |
| 2    | Chine • Hong Kong • Macao Total                                                                                                   | 3 513 103 35 458 1 810 3 550 371                | 14,5 %                     | Comprend les émissions de Taïwan, Matsu, Jinmen et Penghu. La Chine émet (6 200 000), plus que les États-Unis depuis 2006 (5 800 000). |
| 3    | Russie | 1 432 513                                       | 5,9 %                      | |
| 4    | Inde | 1 220 926                                       | 5,1 %                      | L'Inde émet (2 000 000) en 2006 soit une augmentation de 16 % par an entre 2002 à 2006. |
| 5    | Japon | 1 203 535                                       | 5,0 %                      | |
| 6    | Allemagne | 804 701                                         | 3,3 %                      | |
| 7    | Royaume-Uni • Bermudes • Îles Caïmans • Gibraltar • Îles Vierges britanniques • Montserrat • Îles Malouines • Sainte-Hélène Total | 543 633 498 289 216 68 55 42 12 544 813         | 2,3 %                      | |
| 8    | Canada | 517 157                                         | 2,1 %                      | |
| 9    | Corée du Sud | 446 190                                         | 1,8 %                      | |
| 10   | Italie | 433 018                                         | 1,8 %                      | Comprend également Saint-Marin et le Vatican. |
| 11   | Mexique | 383 671                                         | 1,6 %                      | |
| 12   | France • La Réunion • Martinique • Nouvelle-Calédonie • Guadeloupe • Guyane • Polynésie française Total                           | 368 315 2 470 2 245 1 824 1 722 990 701 378 267 | 1,6 %                      | Le montant indiqué pour la France métropolitaine comprend également les émissions de Monaco. |
| 13   | Iran | 360 223                                         | 1,5 %                      | |
| 14   | Australie | 356 342                                         | 1,5 %                      | |
| 15   | Afrique du Sud | 345 382                                         | 1,4 %                      | |
| 16   | Arabie saoudite | 340 555                                         | 1,4 %                      | |
| 17   | Brésil | 313 757                                         | 1,3 %                      | |
| 18   | Ukraine | 306 807                                         | 1,3 %                      | |
| 19   | Indonésie | 306 491                                         | 1,3 %                      | |
| 20   | Espagne | 304 603                                         | 1,3 %                      | |
| 21   | Pologne | 296 398                                         | 1,2 %                      | Malgré les efforts réalisés depuis la fin de l'ère communiste, la Pologne émet encore 9 tonnes de dioxyde de carbone par habitant, ce qui en fait l'un des pays les plus émissifs de l'Union européenne. |
| 22   | Thaïlande | 231 927                                         | < 1 %                      | |
| 23   | Turquie | 207 996                                         | < 1 %                      | |
| 24   | Malaisie | 150 630                                         | < 1 %                      | |
| 25   | Pays-Bas • Antilles néerlandaises • Aruba Total                                                                                   | 150 877 9 937 1 925 162 739                     | < 1 %                      | |
| 26   | Kazakhstan | 147 921                                         | < 1 %                      | |
| 27   | Égypte | 143 697                                         | < 1 %                      | |
| 28   | Corée du Nord | 143 216                                         | < 1 %                      | |
| 29   | Argentine | 133 322                                         | < 1 %                      | |
| 30   | Ouzbékistan | 122 330                                         | < 1 %                      | |
| 31   | Tchéquie | 114 563                                         | < 1 %                      | |
| 32   | Pakistan | 108 677                                         | < 1 %                      | |
| 33   | Venezuela | 108 163                                         | < 1 %                      | |
| 34   | Émirats arabes unis | 94 163                                          | < 1 %                      | |
| 35   | Grèce | 94 117                                          | < 1 %                      | |
| 36   | Algérie | 92 097                                          | < 1 %                      | |
| 37   | Roumanie | 86 745                                          | < 1 %                      | |
| 38   | Irak | 79 471                                          | < 1 %                      | |
| 39   | Philippines | 73 779                                          | < 1 %                      | |
| 40   | Belgique | 70 592                                          | < 1 %                      | |
| 41   | Israël | 69 607                                          | < 1 %                      | |
| 42   | Viêt Nam | 66 312                                          | < 1 %                      | |
| 43   | Autriche | 63 701                                          | < 1 %                      | |
| 44   | Finlande | 62 659                                          | < 1 %                      | |
| 45   | Portugal | 62 288                                          | < 1 %                      | |
| 46   | Biélorussie | 59 959                                          | < 1 %                      | |
| 47   | Koweït | 59 879                                          | < 1 %                      | |
| 48   | Singapour | 57 471                                          | < 1 %                      | |
| 49   | Colombie | 57 375                                          | < 1 %                      | |
| 50   | Chili | 57 320                                          | < 1 %                      | |
| 51   | Hongrie | 56 647                                          | < 1 %                      | |
| 52   | Norvège | 55 461                                          | < 1 %                      | |
| 53   | Nigeria | 52 038                                          | < 1 %                      | 0,39 tonne de CO2 émis par habitant en 2002. |
| 54   | Suède | 51 901                                          | < 1 %                      | |
| 55   | Libye | 50 418                                          | < 1 %                      | |
| 56   | Syrie | 49 097                                          | < 1 %                      | |
| 57   | Danemark • Îles Féroé • Groenland Total                                                                                           | 47 620 654 557 48 831                           | < 1 %                      | |
| 58   | Serbie-et-Monténégro | 46 637                                          | < 1 %                      | |
| 59   | Maroc | 43 905                                          | < 1 %                      | 1,27 tonne de CO2 émis par habitant en 2002. |
| 60   | Irlande | 43 187                                          | < 1 %                      | |
| 61   | Turkménistan | 34 617                                          | < 1 %                      | |
| 62   | Bulgarie | 41 921                                          | < 1 %                      | |
| 63   | Trinité-et-Tobago | 41 217                                          | < 1 %                      | |
| 64   | Suisse | 40 854                                          | < 1 %                      | |
| 65   | Slovaquie | 40 061                                          | < 1 %                      | |
| 66   | Qatar | 36 450                                          | < 1 %                      | |
| 67   | Bangladesh | 34 540                                          | < 1 %                      | |
| 68   | Nouvelle-Zélande • Îles Cook • Niue Total                                                                                         | 33 964 28 3 33 995                              | < 1 %                      | |
| 69   | Oman | 30 118                                          | < 1 %                      | |
| 70   | Azerbaïdjan | 27 998                                          | < 1 %                      | |
| 71   | Pérou | 25 489                                          | < 1 %                      | |
| 72   | Équateur | 24 834                                          | < 1 %                      | |
| 73   | Cuba | 23 616                                          | < 1 %                      | |
| 74   | Tunisie | 22 067                                          | < 1 %                      | |
| 75   | République dominicaine | 21 544                                          | < 1 %                      | |
| 76   | Bahreïn | 21 327                                          | < 1 %                      | |
| 77   | Croatie | 21 118                                          | < 1 %                      | |
| 78   | Bosnie-Herzégovine | 18 629                                          | < 1 %                      | |
| 79   | Jordanie | 16 728                                          | < 1 %                      | |
| 80   | Liban | 16 392                                          | < 1 %                      | |
| 81   | Estonie | 15 943                                          | < 1 %                      | |
| 82   | Slovénie | 15 310                                          | < 1 %                      | |
| 83   | Yémen | 12 990                                          | < 1 %                      | |
| 84   | Lituanie | 12 565                                          | < 1 %                      | |
| 85   | Zimbabwe | 12 452                                          | < 1 %                      | |
| 86   | Jamaïque | 10 809                                          | < 1 %                      | |
| 87   | Sri Lanka | 10 361                                          | < 1 %                      | |
| 88   | Guatemala | 10 302                                          | < 1 %                      | |
| 89   | Macédoine du Nord | 10 258                                          | < 1 %                      | |
| 90   | Bolivie | 10 075                                          | < 1 %                      | |
| 91   | Luxembourg | 9 442                                           | < 1 %                      | |
| 92   | Soudan | 8 762                                           | < 1 %                      | |
| 93   | Mongolie | 8 294                                           | < 1 %                      | |
| 94   | Angola | 7 712                                           | < 1 %                      | |
| 95   | Birmanie | 7 628                                           | < 1 %                      | |
| 96   | Ghana | 7 513                                           | < 1 %                      | |
| 97   | Kenya | 7 212                                           | < 1 %                      | |
| 98   | Moldavie | 6 734                                           | < 1 %                      | |
| 99   | Chypre | 6 671                                           | < 1 %                      | |
| 100  | Côte d'Ivoire | 6 418                                           | < 1 %                      | |
| 101  | Lettonie | 6 306                                           | < 1 %                      | |
| 102  | Panama | 6 255                                           | < 1 %                      | |
| 103  | Salvador | 6 231                                           | < 1 %                      | |
| 104  | Éthiopie | 6 196                                           | < 1 %                      | |
| 105  | Brunei | 6 182                                           | < 1 %                      | |
| 106  | Honduras | 5 951                                           | < 1 %                      | |
| 107  | Costa Rica | 5 834                                           | < 1 %                      | |
| 108  | Kirghizistan | 4 957                                           | < 1 %                      | |
| 109  | Tadjikistan | 4 700                                           | < 1 %                      | |
| 110  | Sénégal | 4 182                                           | < 1 %                      | |
| 111  | Paraguay | 4 122                                           | < 1 %                      | |
| 112  | Botswana | 4 100                                           | < 1 %                      | |
| 113  | Uruguay | 4 082                                           | < 1 %                      | |
| 114  | Nicaragua | 3 867                                           | < 1 %                      | |
| 115  | Népal | 3 847                                           | < 1 %                      | |
| 116  | Tanzanie | 3 583                                           | < 1 %                      | |
| 117  | Cameroun | 3 464                                           | < 1 %                      | |
| 118  | Gabon | 3 456                                           | < 1 %                      | |
| 119  | Géorgie | 3 305                                           | < 1 %                      | |
| 120  | Maurice | 3 114                                           | < 1 %                      | |
| 121  | Mauritanie | 3 097                                           | < 1 %                      | |
| 122  | Malte | 2 958                                           | < 1 %                      | |
| 123  | Arménie | 2 945                                           | < 1 %                      | |
| 124  | Albanie | 2 588                                           | < 1 %                      | |
| 125  | Papouasie-Nouvelle-Guinée | 2 482                                           | < 1 %                      | |
| 126  | République du Congo | 2 346                                           | < 1 %                      | |
| 127  | Madagascar | 2 308                                           | < 1 %                      | |
| 128  | Suriname | 2 254                                           | < 1 %                      | |
| 129  | Islande | 2 215                                           | < 1 %                      | |
| 130  | Namibie | 2 152                                           | < 1 %                      | |
| 131  | Bahamas | 2 086                                           | < 1 %                      | |
| 132  | Zambie | 2 046                                           | < 1 %                      | |
| 133  | Bénin | 1 922                                           | < 1 %                      | |
| 134  | République démocratique du Congo                                                                                                  | 1 782                                           | < 1 %                      | 0,03 tonne de CO2 émis par habitant en 2002. |
| 135  | Haïti | 1 770                                           | < 1 %                      | |
| 136  | Togo | 1 733                                           | < 1 %                      | |
| 137  | Ouganda | 1 654                                           | < 1 %                      | |
| 138  | Guyana | 1 610                                           | < 1 %                      | |
| 139  | Mozambique | 1 502                                           | < 1 %                      | |
| 140  | Fidji | 1 353                                           | < 1 %                      | |
| 141  | Guinée | 1 311                                           | < 1 %                      | |
| 142  | Laos | 1 284                                           | < 1 %                      | |
| 143  | Barbade | 1 222                                           | < 1 %                      | |
| 144  | Niger | 1 216                                           | < 1 %                      | |
| 145  | Burkina Faso | 1 091                                           | < 1 %                      | |
| 146  | Maldives | 1 032                                           | < 1 %                      | |
| 147  | Eswatini | 970                                             | < 1 %                      | |
| 148  | Belize | 790                                             | < 1 %                      | |
| 149  | Malawi | 786                                             | < 1 %                      | |
| 150  | Érythrée | 652                                             | < 1 %                      | |
| 151  | Afghanistan | 618                                             | < 1 %                      | |
| 152  | Sierra Leone | 609                                             | < 1 %                      | |
| 153  | Rwanda | 585                                             | < 1 %                      | |
| 154  | Cambodge | 572                                             | < 1 %                      | |
| 155  | Mali | 553                                             | < 1 %                      | |
| 156  | Seychelles | 535                                             | < 1 %                      | |
| 157  | Liberia | 447                                             | < 1 %                      | |
| 158  | Bhoutan | 396                                             | < 1 %                      | |
| 159  | Sainte-Lucie | 378                                             | < 1 %                      | |
| 160  | Antigua-et-Barbuda | 372                                             | < 1 %                      | |
| 161  | Djibouti | 360                                             | < 1 %                      | |
| 162  | Gambie | 283                                             | < 1 %                      | |
| 163  | Guinée-Bissau | 280                                             | < 1 %                      | |
| 164  | République centrafricaine | 277                                             | < 1 %                      | 0,07 tonne de CO2 émis par habitant en 2002. |
| 165  | Burundi | 256                                             | < 1 %                      | |
| 166  | Palaos | 234                                             | < 1 %                      | |
| 167  | Grenade | 230                                             | < 1 %                      | |
| 168  | Saint-Vincent-et-les-Grenadines                                                                                                   | 184                                             | < 1 %                      | |
| 169  | Îles Salomon | 172                                             | < 1 %                      | |
| 170  | Guinée équatoriale | 169                                             | < 1 %                      | |
| 171  | Cap-Vert | 147                                             | < 1 %                      | |
| 172  | Samoa | 144                                             | < 1 %                      | |
| 173  | Nauru | 138                                             | < 1 %                      | |
| 174  | Tchad | 132                                             | < 1 %                      | |
| 175  | Dominique | 120                                             | < 1 %                      | |
| 176  | Saint-Christophe-et-Niévès | 114                                             | < 1 %                      | |
| 177  | Tonga | 108                                             | < 1 %                      | |
| 178  | Sao Tomé-et-Principe | 92                                              | < 1 %                      | |
| 179  | Vanuatu | 86                                              | < 1 %                      | |
| 180  | Comores | 83                                              | < 1 %                      | |
| 181  | Kiribati | 31                                              | < 1 %                      | |
| 182  | États fédérés de Micronésie | .                                               | < 1 %                      | |
| 183  | Lesotho | .                                               | < 1 %                      | |
| 184  | Liechtenstein | .                                               | < 1 %                      | |
| 185  | Somalie | .                                               | < 1 %                      | |
| 186  | Tuvalu | .                                               | < 1 %                      | |

Les graphiques (3 types : a, b et c) ci-dessous ainsi que les données de la population proviennent du tableau ci-dessus.

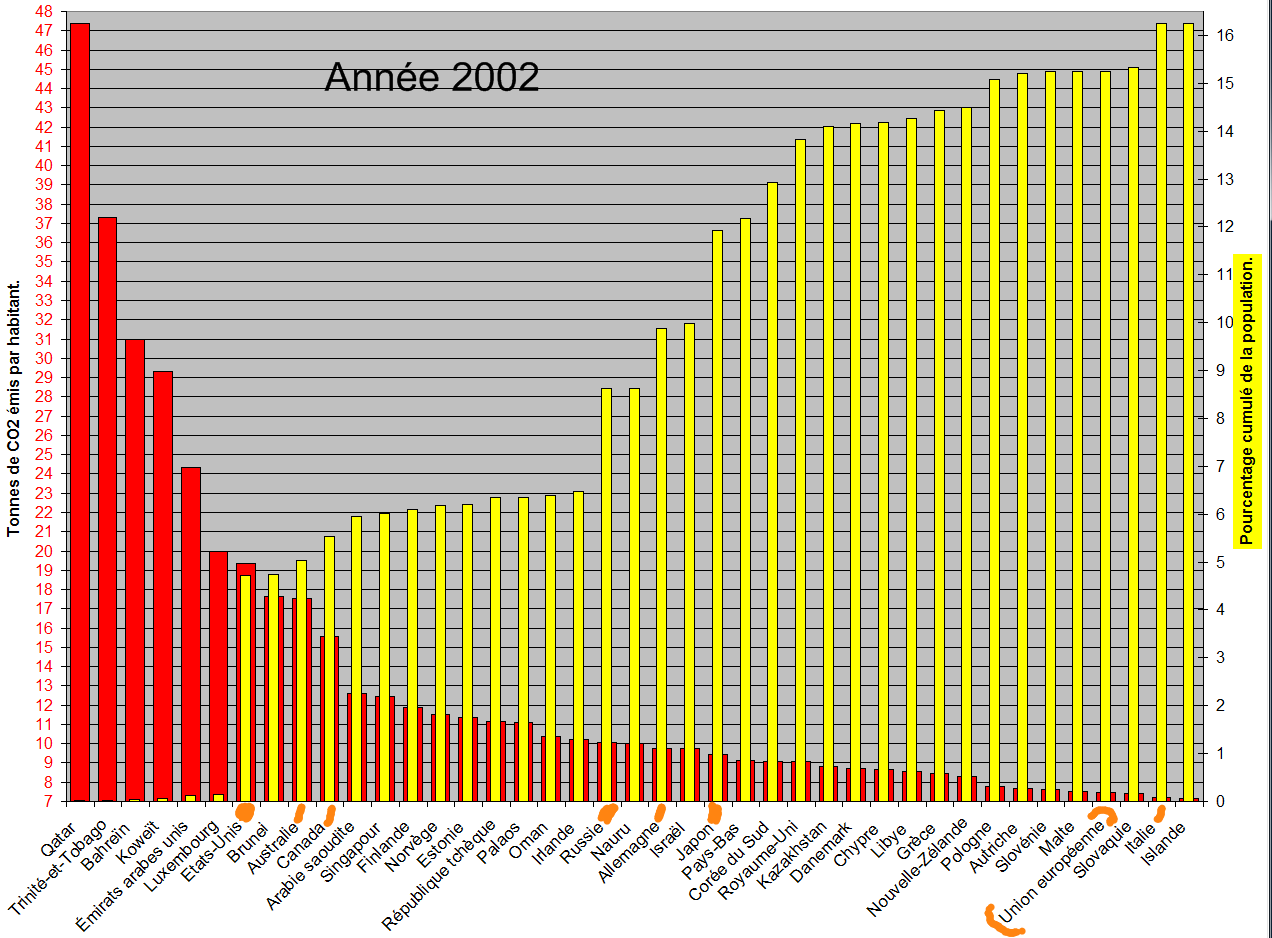
a1. Tonnes de CO2 émis par habitant et population mondiale cumulé en 2002
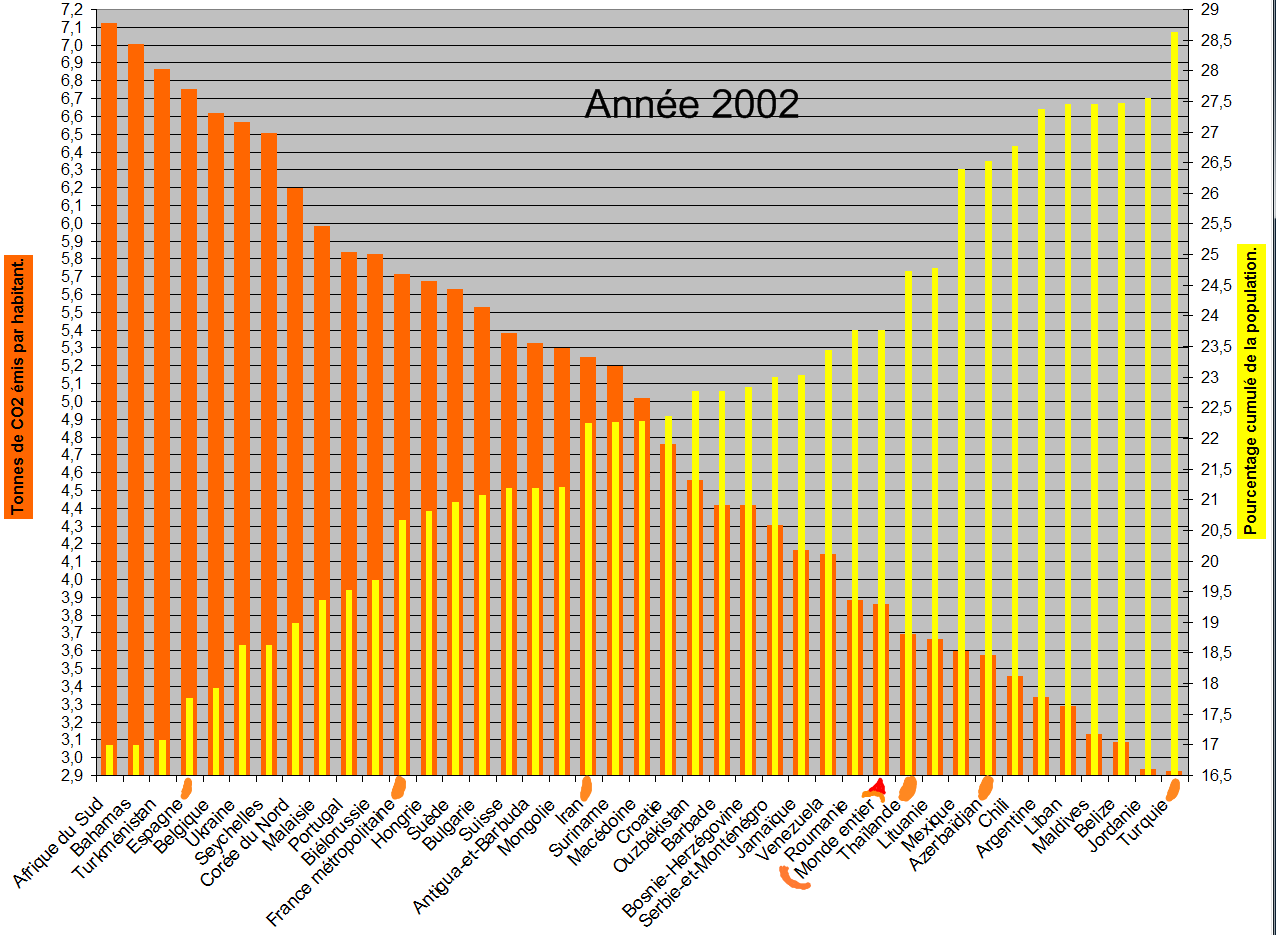
a2
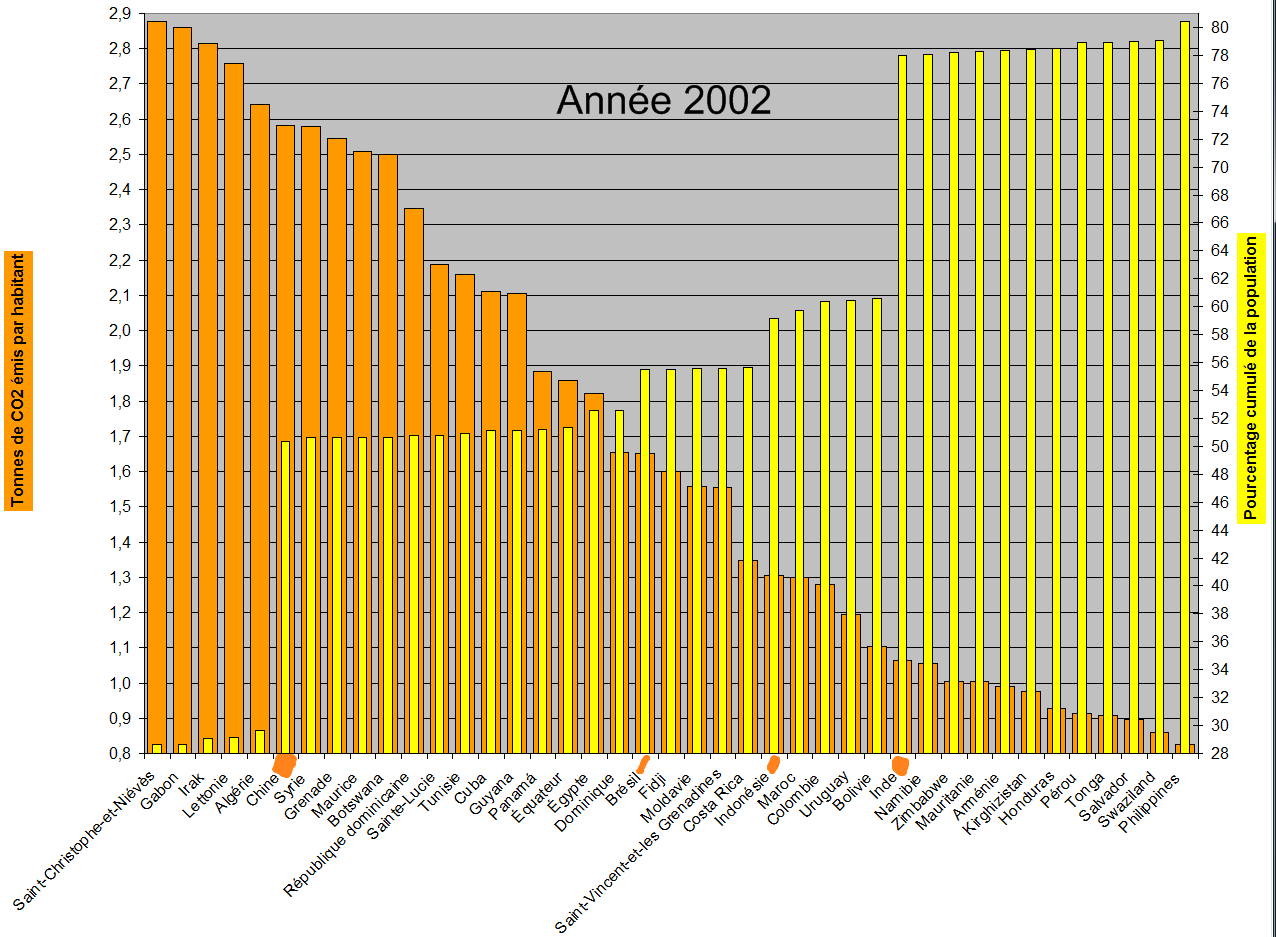
a3
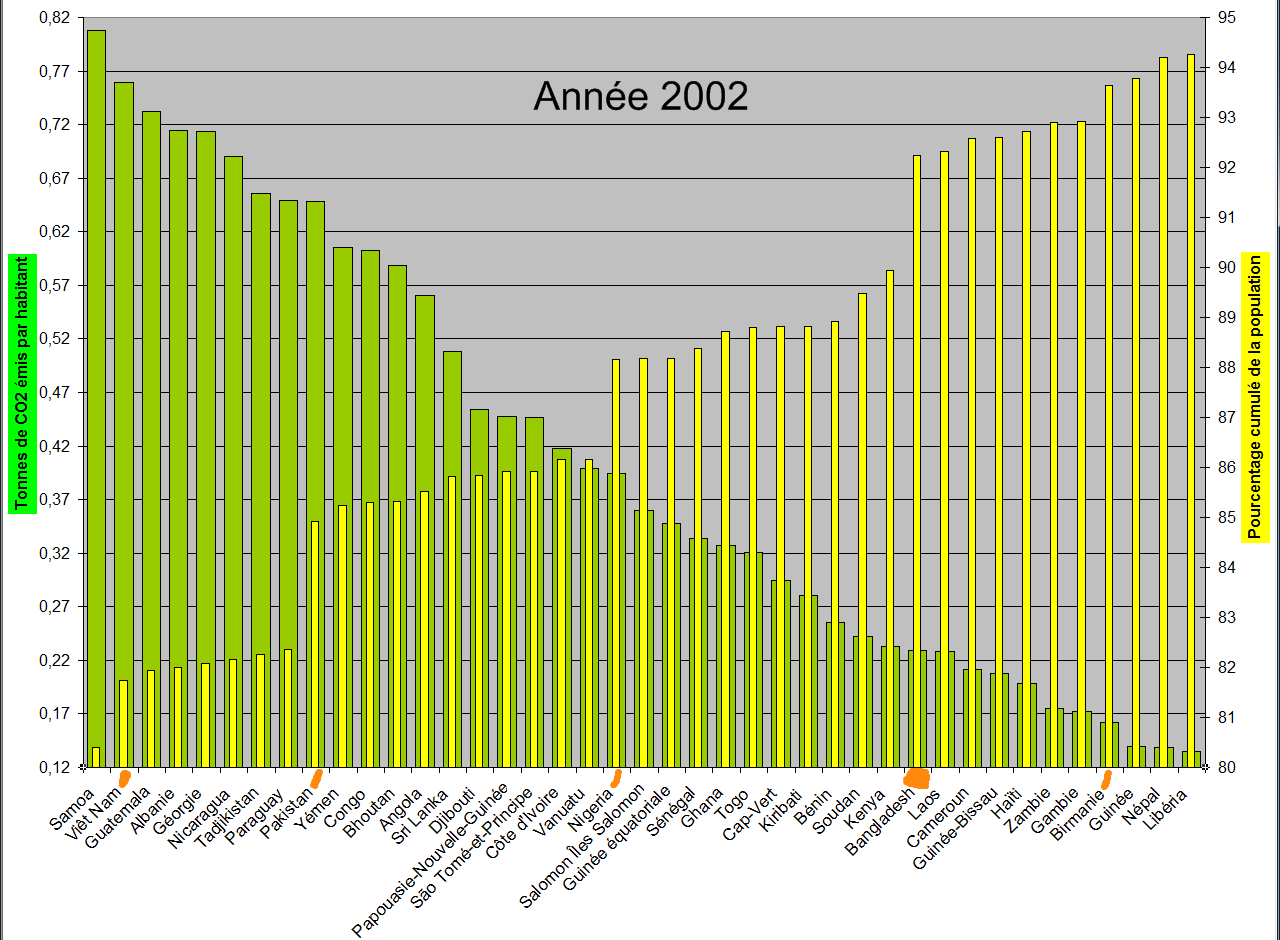
a4
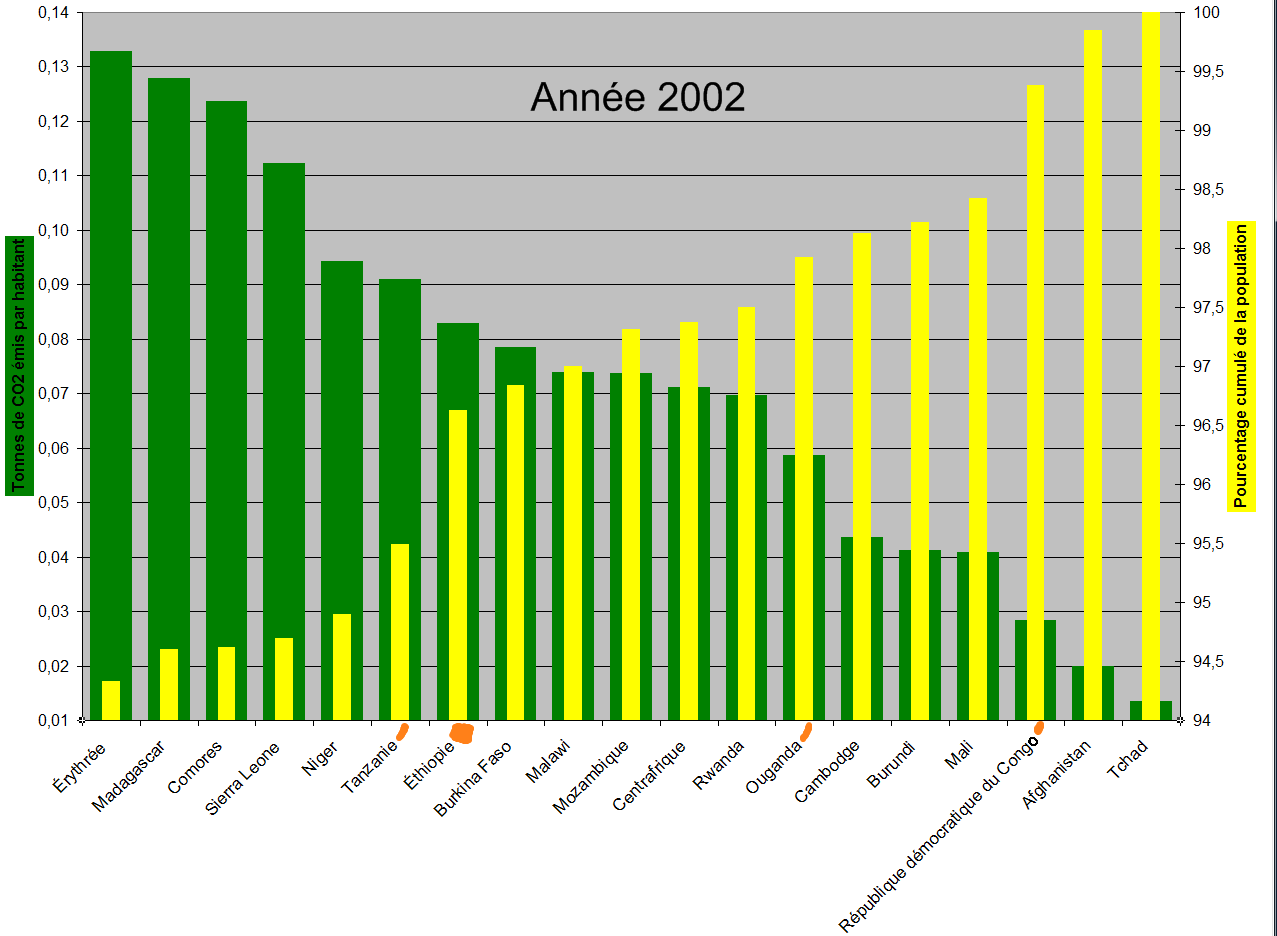
a5.
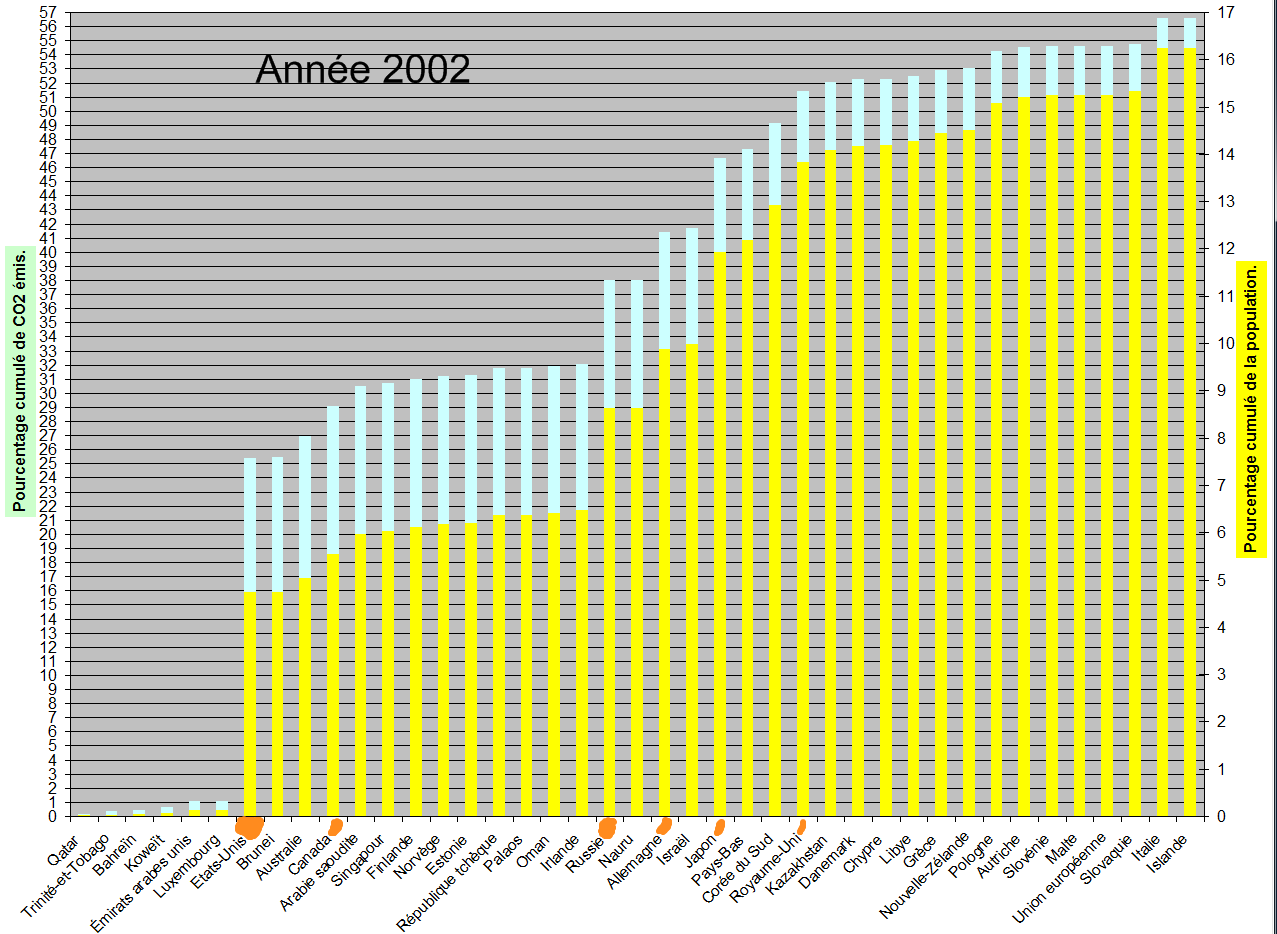
b1. Pourcentage cumulé de CO2 émis et population mondiale cumulé en 2002
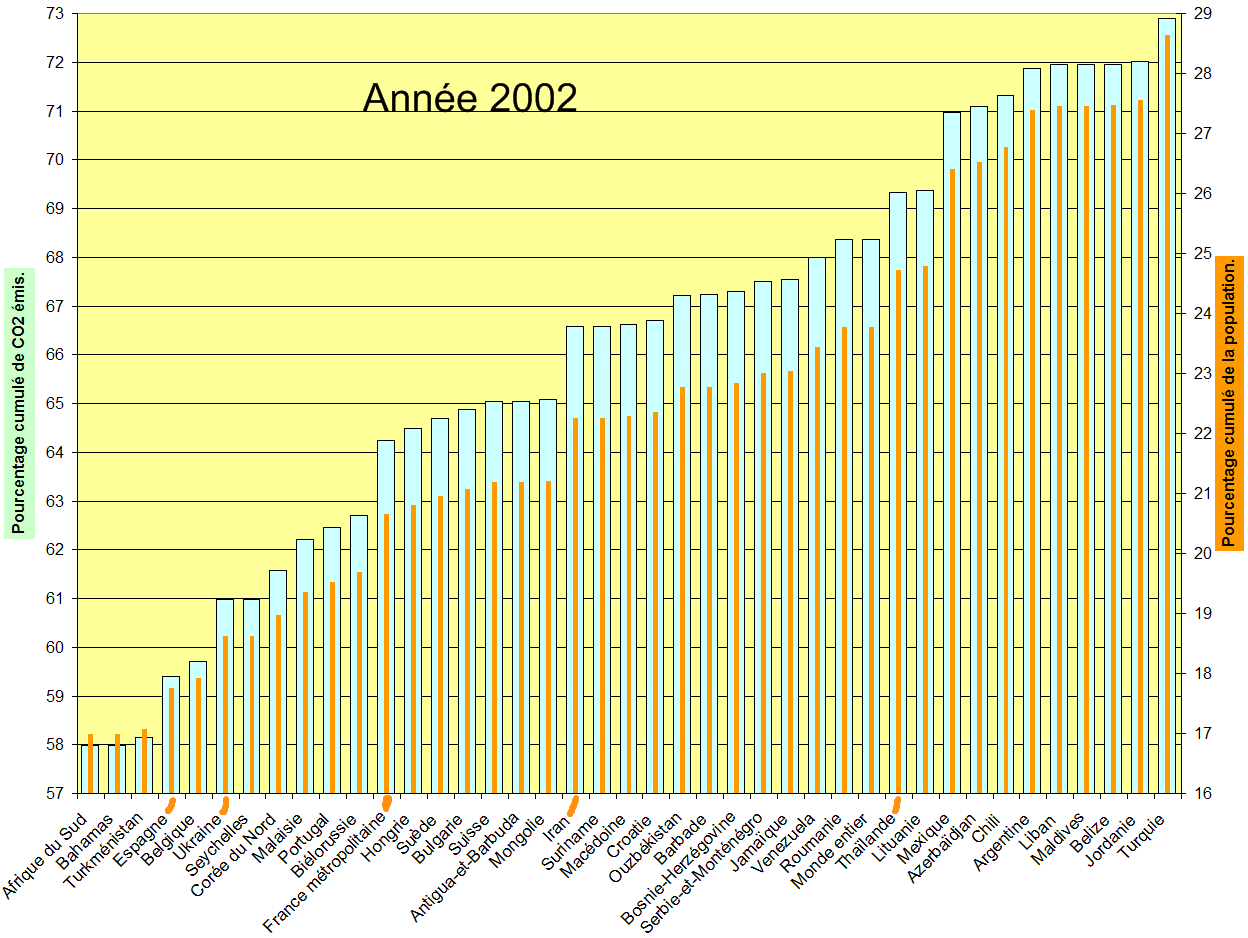
b2
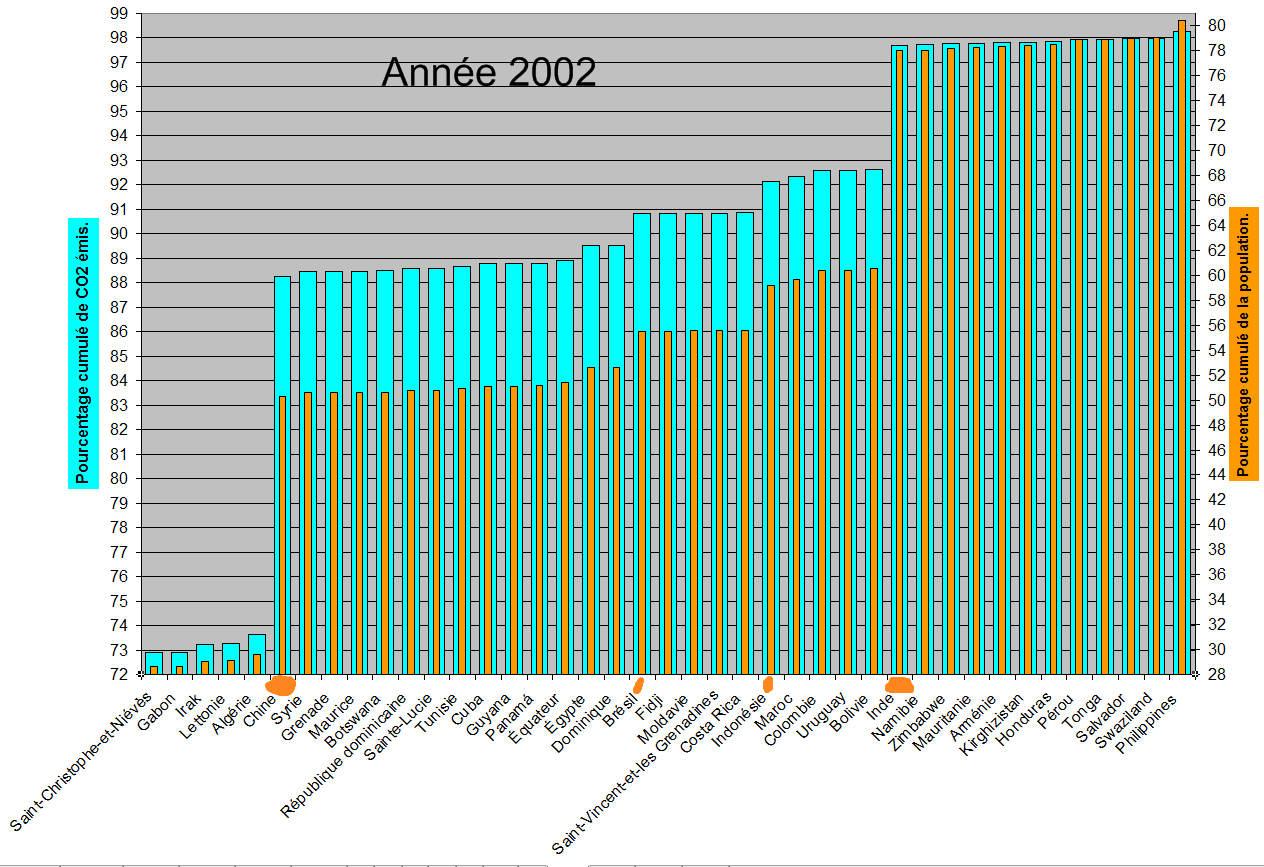
b3
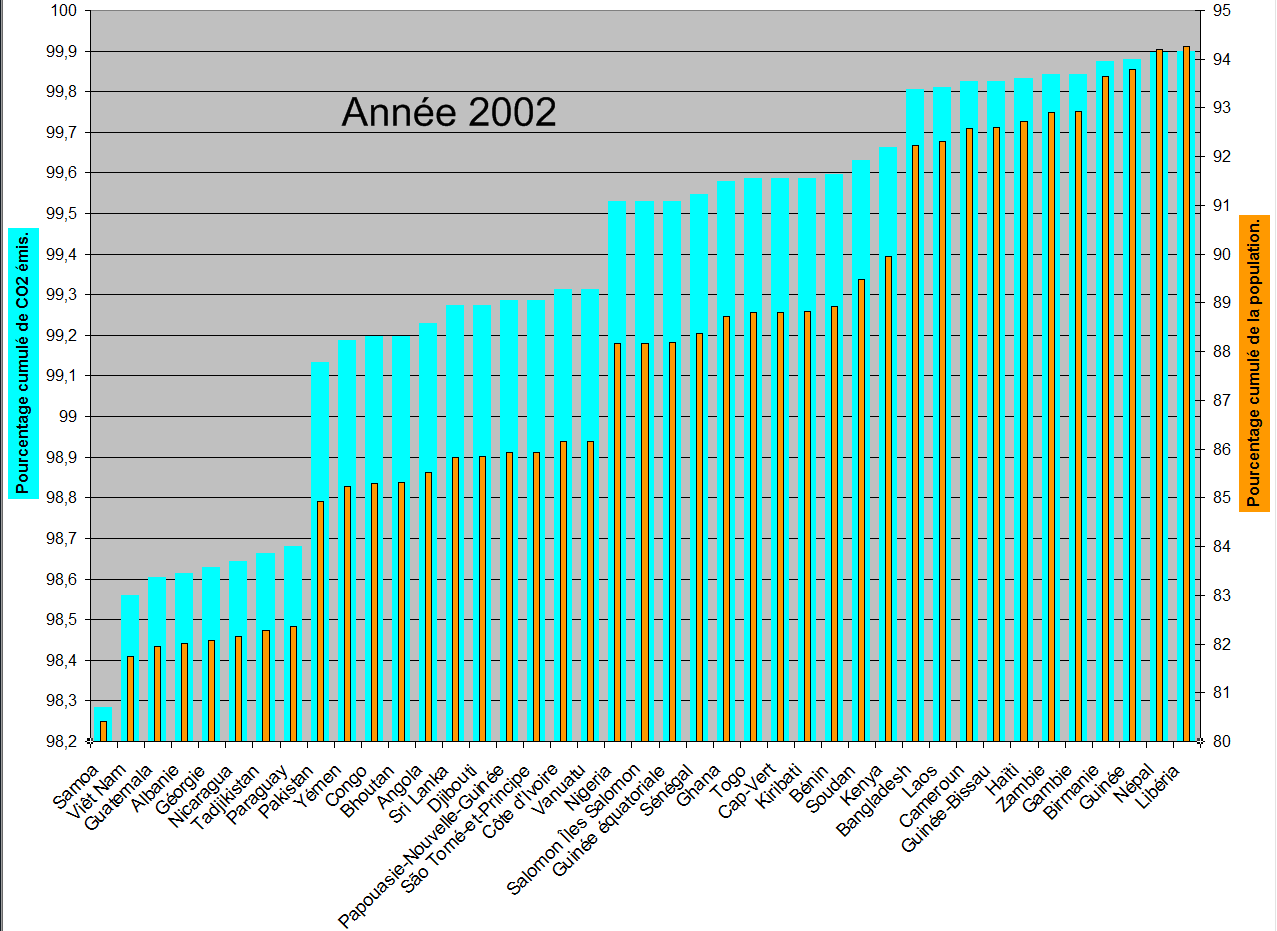
b4
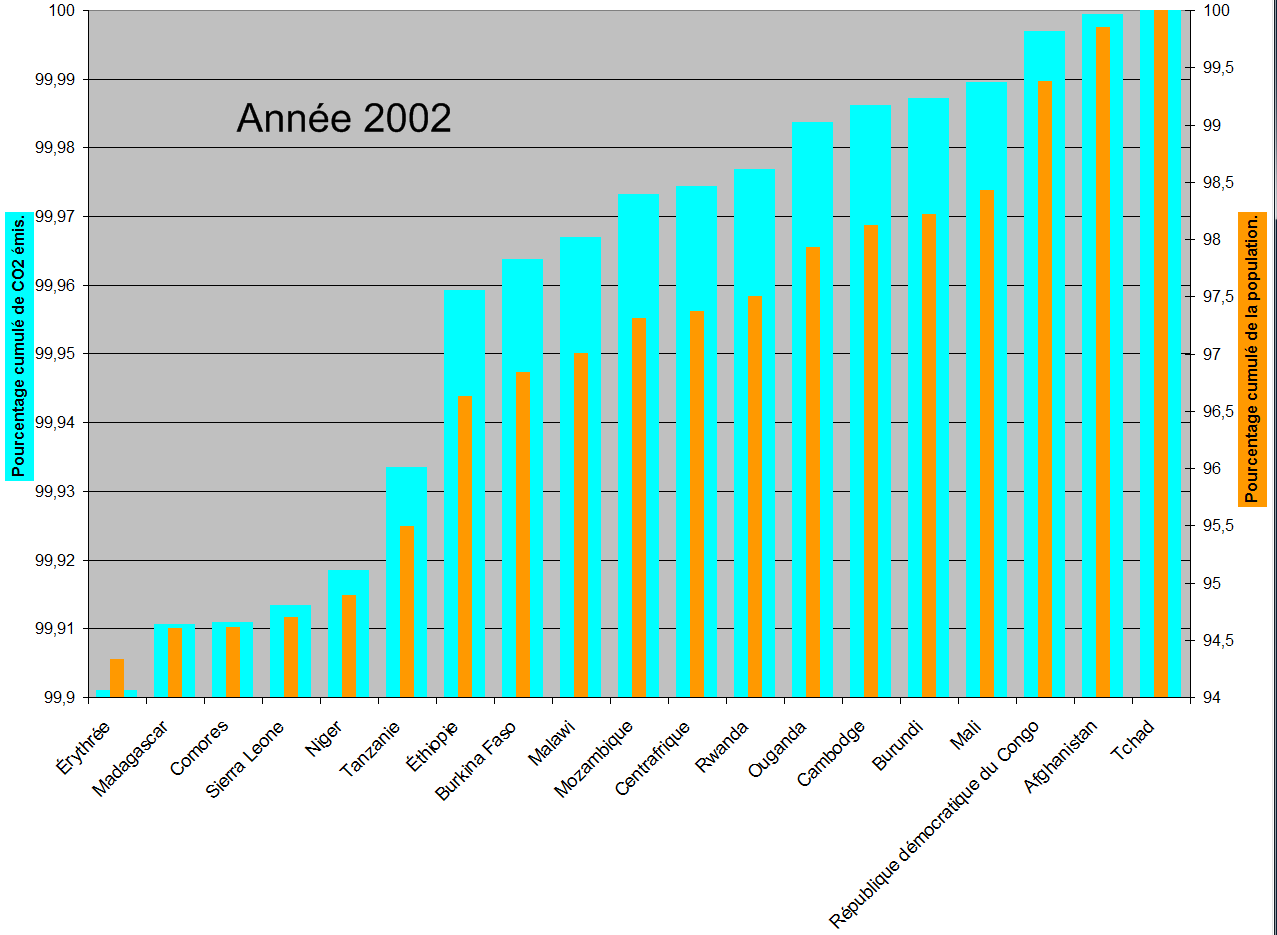
b5.
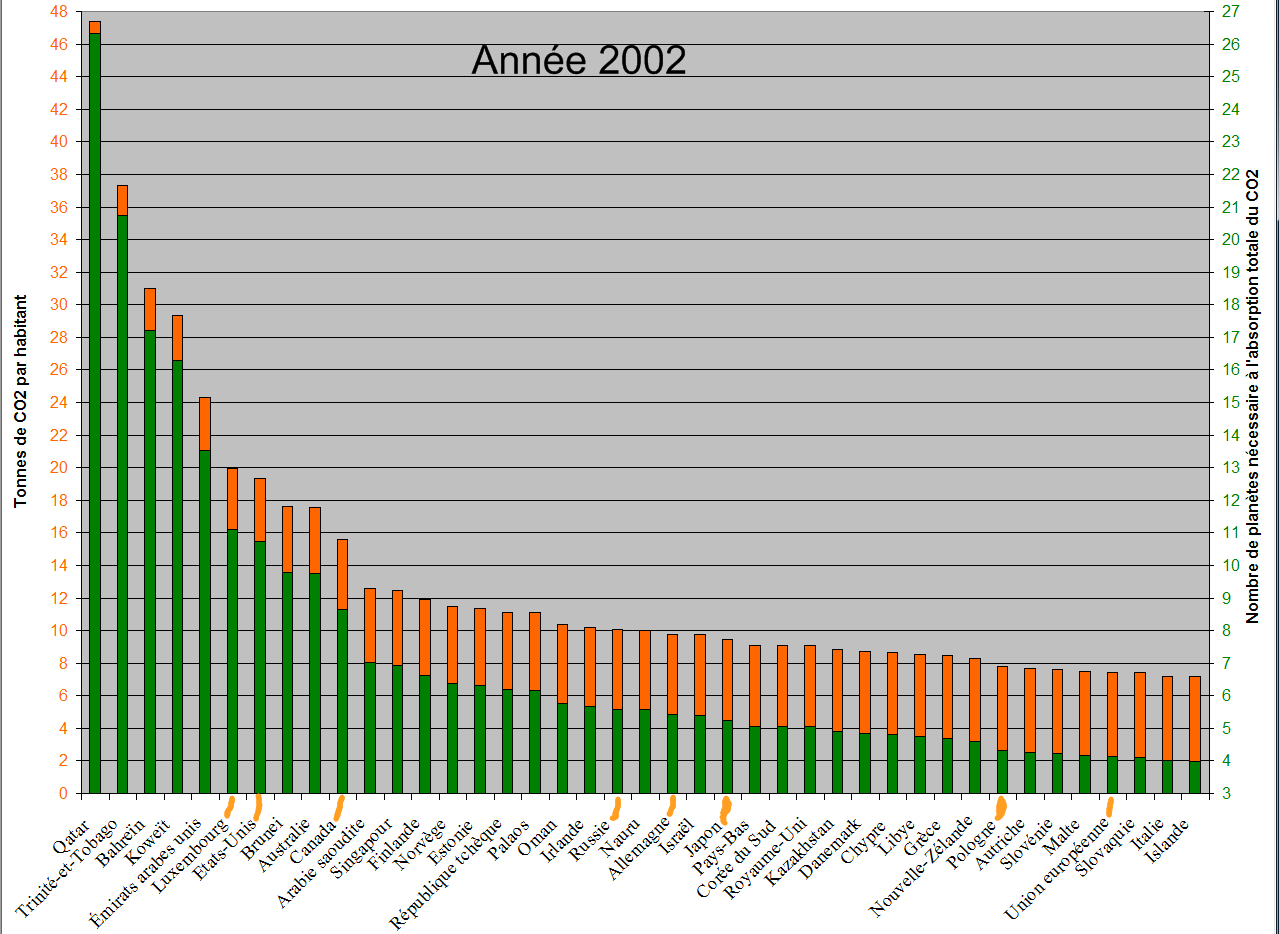
c1. Classement des pays par émissions de CO2 par habitant par an décroissantes en 2002
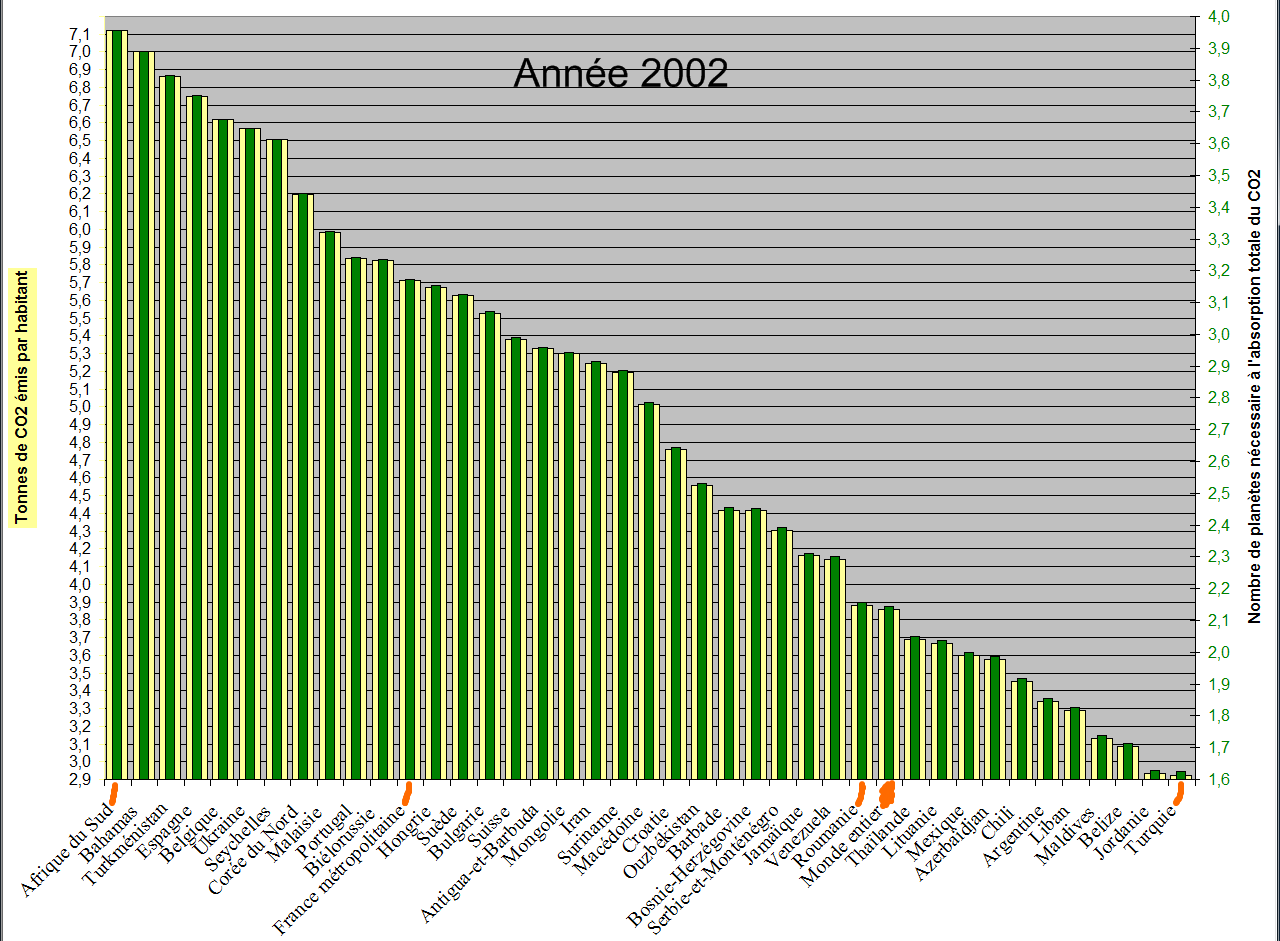
c2
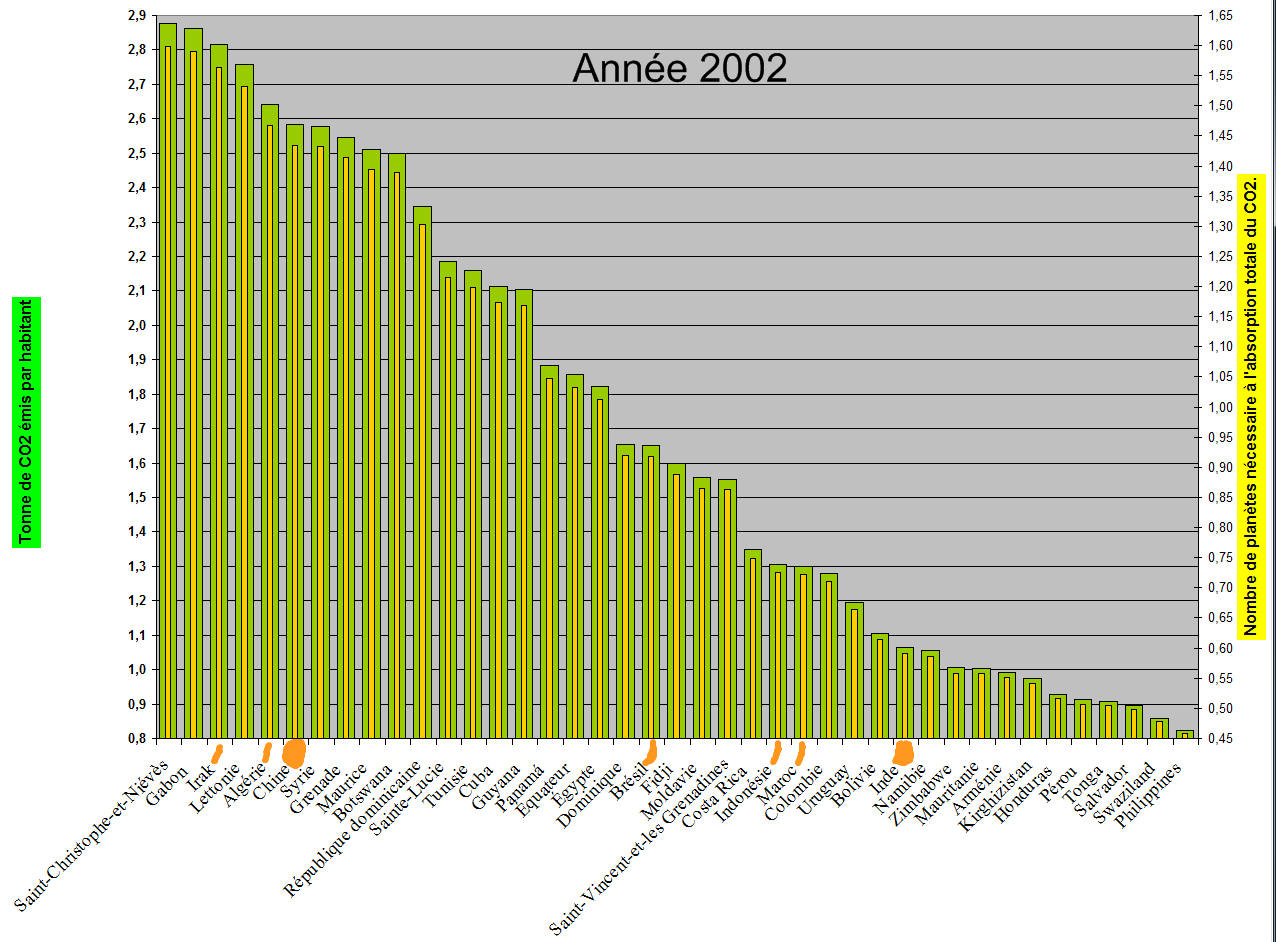
c3
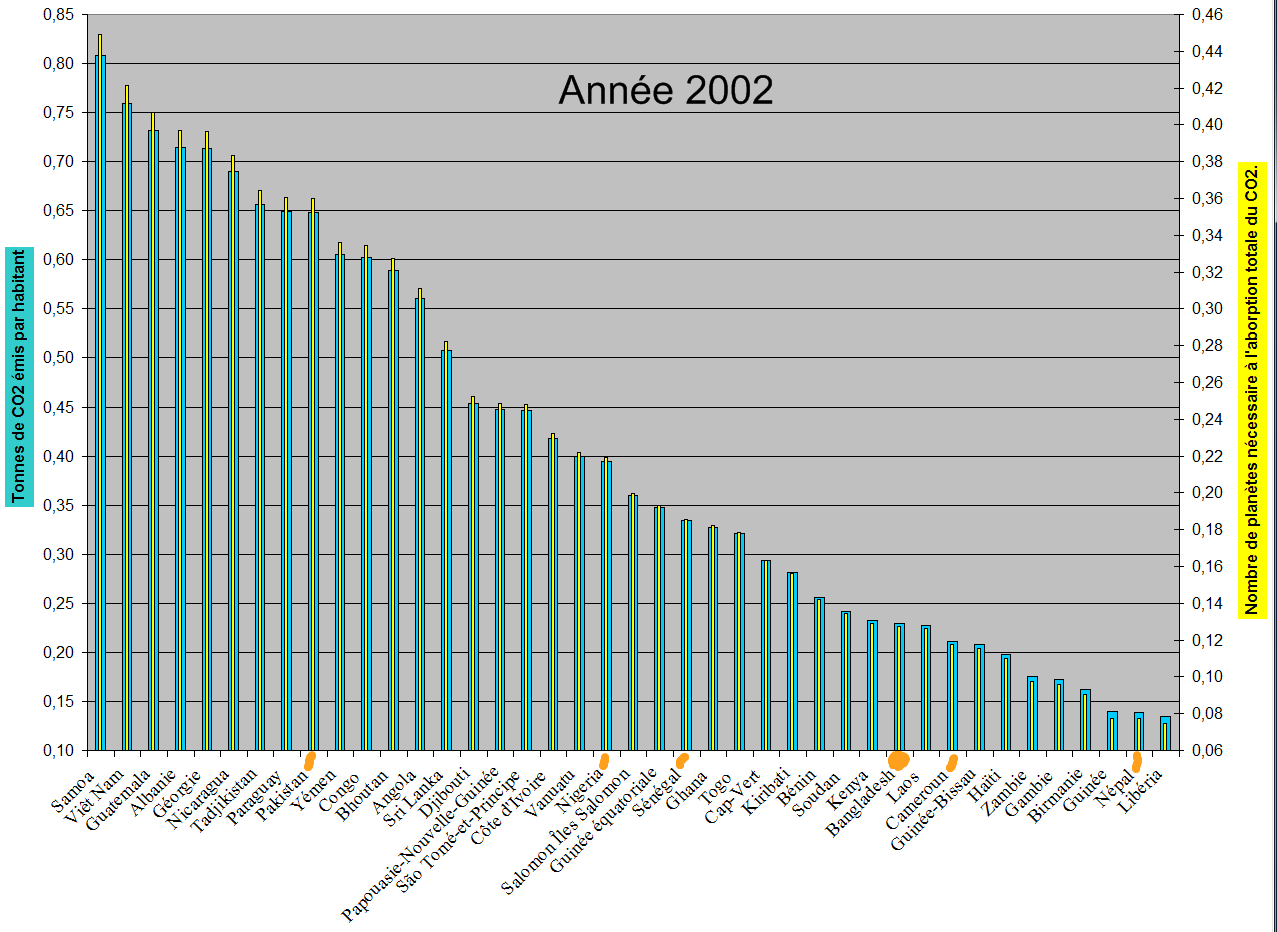
c4
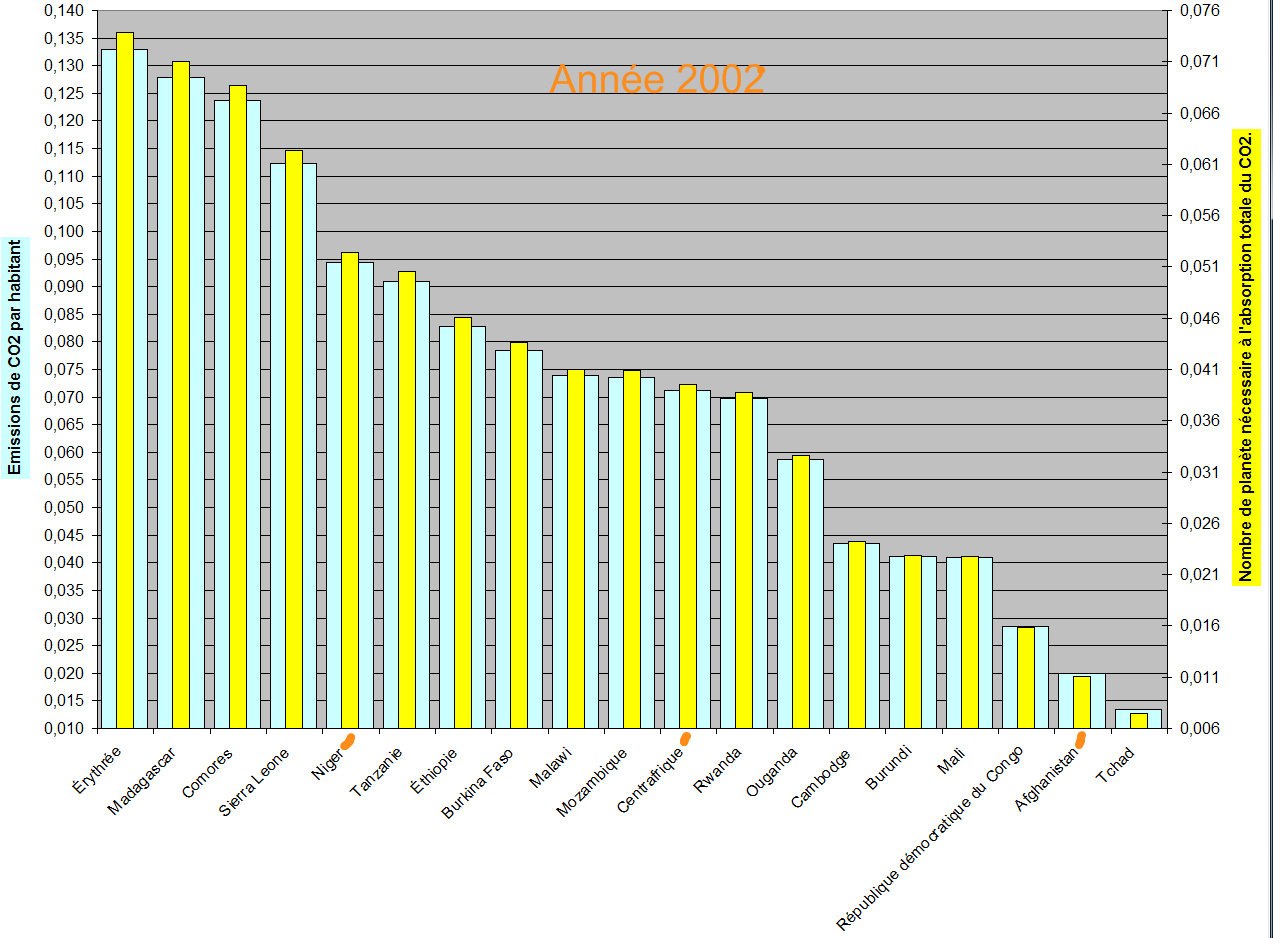
c5.